# 248. pehotni polk (Italija)
248. pehotni polk Grigenti je bil pehotni polk Kraljeve italijanske kopenske vojske.

## Zgodovina
Med prvo svetovno vojno je bil polk nastanjen na soški fronti.